# Psychotische stoornis door een somatische aandoening
Men spreekt van een psychotische stoornis door een somatische aandoening als iemand lijdt aan hallucinaties of wanen en de oorzaak een lichamelijke ziekte of een ander lichamelijk medisch probleem is.
Bij diagnose moet worden uitgesloten dat de symptomen het gevolg zijn van een delier, dementie of het gebruik van alcohol of psychoactieve middelen.
In het psychiatrische handboek DSM-IV worden de volgende criteria gegeven:
- Op de voorgrond tredende hallucinaties of wanen
- Uit de medische historie, lichamelijk onderzoek of laboratoriumresultaten blijkt dat de stoornis een direct fysiologisch gevolg is van de lichamelijke aandoening
- De stoornis kan niet beter worden verklaard door een andere psychische aandoening
- De stoornis treedt niet uitsluitend op tijdens een delier

## Classificatie
- ICD-10: F06
- DSM-IV: 293.81 (met wanen), 293.82 (met hallucinaties)